# Трегидель
Трегиде́ль (фр. Tréguidel, брет. Tregedel) — коммуна во Франции, находится в регионе Бретань. Департамент — Кот-д’Армор. Входит в состав кантона Плуа. Округ коммуны — Генган.
Код INSEE коммуны — 22361.

## География

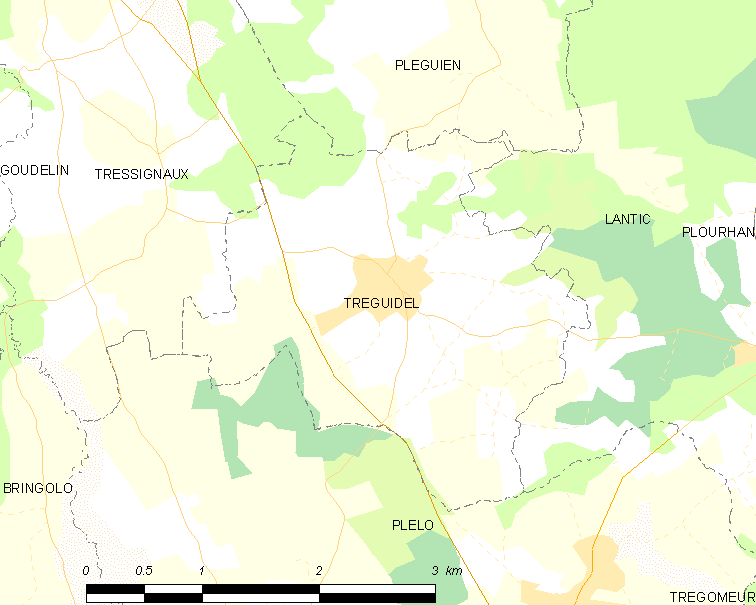
Карта коммуны

Коммуна расположена приблизительно в 390 км к западу от Парижа, в 110 км северо-западнее Ренна, в 17 км к северо-западу от Сен-Бриё.

## Население
Население коммуны на 2016 год составляло 616 человек.
| 1962 | 1968 | 1975 | 1982 | 1990 | 1999 | 2008 | 2016 |
| ---- | ---- | ---- | ---- | ---- | ---- | ---- | ---- |
| 425  | 475  | 418  | 402  | 500  | 540  | 630  | 616  |

## Экономика
В 2007 году среди 388 человек в трудоспособном возрасте (15—64 лет) 285 были экономически активными, 103 — неактивными (показатель активности — 73,5 %, в 1999 году было 64,1 %). Из 285 активных работали 267 человек (142 мужчины и 125 женщин), безработных было 18 (9 мужчин и 9 женщин). Среди 103 неактивных 39 человек были учениками или студентами, 38 — пенсионерами, 26 были неактивными по другим причинам.

## Достопримечательности
- Часовня Сен-Пабю (XVI век)
  - Статуя Св. Тудвала (XVI век). Высота — 70 см, дерево. Исторический памятник с 1974 года[3]
  - Статуя Св. Екатерины (XVI век). Высота — 100 см, дерево. Исторический памятник с 1974 года[4]
  - Статуя Св. Элигия (XVI век). Высота — 70 см, дерево. Исторический памятник с 1974 года[5]
- Фонтан Св. Тудвала